# Jaime Pinto
Jaime Alexandrino Gomes Pinto, noto anche con lo pseudonimo Jaiminho (Vila do Conde, 28 settembre 1997), è un calciatore portoghese, attaccante del Leixões in prestito dalla Farense.

## Biografia
È fratello minore di Yazalde Gomes Pinto, a sua volta calciatore professionista.

## Carriera
Jaime Pinto è cresciuto nel settore giovanile del Rio Ave, con cui ha debuttato il 24 gennaio 2016 nell'incontro di Primeira Liga perso 5-1 contro il Braga. Il 22 giugno seguente ha firmato il suo primo contratto professionistico.
Il 31 agosto 2017 è stato ceduto in prestito al Merelinense dove ha giocato nel Campeonato de Portugal. Rientrato a Vila do Conde, ha giocato con la formazione Under-23 prima di passare in prestito al Covilhã nell'estate del 2020. Sei mesi più tardi è stato richiamato ed assegnato alla formazione B.
Nell'estate del 2021 è stato acquistato a titolo definitivo dall'Oliveirense con cui ha centrato la promozione in Segunda Liga al termine della stagione con 6 reti in 18 partite. Titolare anche nelle due successive annate, il 28 agosto 2024 è stato acquistato dalla Farense, club della prima divisione portoghese.

## Statistiche

### Presenze e reti nei club
Statistiche aggiornate all'8 dicembre 2024.
| Stagione           | Squadra            | Campionato         | Campionato | Campionato | Coppe nazionali | Coppe nazionali | Coppe nazionali | Coppe continentali | Coppe continentali | Coppe continentali | Altre coppe | Altre coppe | Altre coppe | Totale | Totale | Totale |
| Stagione           | Squadra            | Comp               | Pres       | Reti       | Comp            | Pres            | Reti            | Comp               | Pres               | Reti               | Comp        | Pres        | Reti        | Pres   | Reti   |        |
| ------------------ | ------------------ | ------------------ | ---------- | ---------- | --------------- | --------------- | --------------- | ------------------ | ------------------ | ------------------ | ----------- | ----------- | ----------- | ------ | ------ | ------ |
| 2015-2016          | Rio Ave            | PL                 | 2          | 0          | CP+CdL          | 0+1             | 0               | -                  | -                  | -                  | -           | -           | -           | 3      | 0      |        |
| 2016-2017          | Rio Ave            | PL                 | 1          | 0          | CP+CdL          | 0+1             | 0               | UEL                | 0                  | 0                  | -           | -           | -           | 2      | 0      |        |
| Totale Rio Ave     | Totale Rio Ave     | Totale Rio Ave     | 3          | 0          |                 | 2               | 0               |                    | -                  | -                  |             | -           | -           | 5      | 0      |        |
| 2017-2018          | Merelinense        | CdP                | 22         | 4          | CP              | 0               | 0               | -                  | -                  | -                  | -           | -           | -           | 22     | 4      |        |
| 2020-2021          | Covilhã            | LdH                | 4          | 0          | CP+CdL          | 0               | 0               | -                  | -                  | -                  | -           | -           | -           | 4      | 0      |        |
| 2020-2021          | Rio Ave B          | CdP                | 5          | 1          | -               | -               | -               | -                  | -                  | -                  | -           | -           | -           | 5      | 1      |        |
| 2021-2022          | Oliveirense        | TL                 | 18         | 6          | CP              | 1+0             | 0               | -                  | -                  | -                  | -           | -           | -           | 19     | 6      |        |
| 2022-2023          | Oliveirense        | LdH                | 29         | 4          | CP+CdL          | 1+4             | 0+1             | -                  | -                  | -                  | -           | -           | -           | 34     | 5      |        |
| 2023-2024          | Oliveirense        | LdH                | 23         | 2          | CP+CdL          | 0               | 0               | -                  | -                  | -                  | -           | -           | -           | 23     | 2      |        |
| Totale Oliveirense | Totale Oliveirense | Totale Oliveirense | 70         | 12         |                 | 5               | 1               |                    | -                  | -                  |             | -           | -           | 75     | 13     |        |
| 2024-2025          | Farense            | PL                 | 4          | 0          | CP+CdL          | 1+0             | 0               | -                  | -                  | -                  | -           | -           | -           | 5      | 0      |        |
| Totale carriera    | Totale carriera    | Totale carriera    | 108        | 17         |                 | 9               | 1               |                    | -                  | -                  |             | -           | -           | 117    | 18     |        |

## Palmarès

### Club

#### Competizioni nazionali
- Terceira Liga: 1

Oliveirense: 2021-2022